# فینال جام حذفی فوتبال انگلستان ۱۹۸۲
فینال جام حذفی فوتبال انگلستان ۱۹۸۲، رقابت پایانی جام حذفی فوتبال انگلستان در سال ۱۹۸۲ میلادی است که مابین دو تیم باشگاه فوتبال تاتنهام و باشگاه فوتبال کویینز پارک رنجرز در ورزشگاه ومبلی لندن برگزار شده‌است.
این مسابقه که در تاریخ ۲۲ مه ۱۹۸۲ انجام شده‌است با نتیجه ۱ بر ۱ به پایان رسید.
در بازی تکراری که در ۲۷ مه ۱۹۸۲ برگزار شد باشگاه فوتبال تاتنهام با نتیجه یک بر صفر به پیروزی رسید.